# GОТ7
GОТ7 (кореј. 갓세븐) је јужнокорејски мушки бенд. Група се састоји од седам чланова:  Џеј Би, Марк, Џексон, Ђинјонг, Јунгђе, БемБем, Југјом. GОТ7 је дебитовао у јануару 2014. године издавањем њиховог првог албума Got It?, који је достигао друго место на листи Gaon и место број један на Билбордовој листи. Група је придобила пажњу публике због свог сценског наступа, који укључује елементе борилачких вештина.
Група се одвојила од JYP Entertainment у јануару 2021. године, с разлогом истека уговора са агенцијом.